# Finále Evropské ligy UEFA 2009/2010
Finále Evropské ligy UEFA 2009/10 se uskutečnilo 12. května 2010 v německém Hamburku v Nordbank Areně, který vyhrálo španělské Atlético Madrid nad anglickým Fulhamem 2:1 v prodloužení. Ročník 2009/10 byl první ročník Evropské ligy, která nahradila Pohár UEFA.
Atlético vyhrálo evropskou soutěž, po Poháru vítězů pohárů v sezoně 1961/62, podruhé v historii. Naopak Fulham se dostal do finále poprvé v historii, protože se do evropských pohárů kvalifikoval teprve podruhé.
Atlético jako vítěz postoupilo do Superpoháru UEFA v Monaku, kde před sezonou 2010/11 porazilo vítěze Ligy mistrů Inter Milán 2:0. Díky vítězství v Evropské lize se také kvalifikovalo do základní skupiny následujícího ročníku.

## Cesta do finále
| Tým             | Z | V | R | P | VG | OG | RB | B  |
| --------------- | - | - | - | - | -- | -- | -- | -- |
| Chelsea         | 6 | 4 | 2 | 0 | 11 | 4  | +7 | 14 |
| Porto           | 6 | 4 | 0 | 2 | 8  | 3  | +5 | 12 |
| Atlético Madrid | 6 | 0 | 3 | 3 | 3  | 12 | −9 | 3  |
| APOEL           | 6 | 0 | 3 | 3 | 4  | 7  | −3 | 3  |

| Tým        | Z | V | R | P | VG | OG | RB  | B  |
| ---------- | - | - | - | - | -- | -- | --- | -- |
| Roma       | 6 | 4 | 1 | 1 | 10 | 5  | +5  | 13 |
| Fulham     | 6 | 3 | 2 | 1 | 8  | 6  | +2  | 11 |
| Basel      | 6 | 3 | 0 | 3 | 10 | 7  | +3  | 9  |
| CSKA Sofia | 6 | 0 | 1 | 5 | 2  | 12 | −10 | 1  |

## Zápas

### Sestavy
Oba týmy měly mnoho zranění. Atléticu chyběl Sergio Asenjo, Fulhamu nejlepší střelec Bobby Zamora, který však nastoupil, ale nečekalo se, že dokáže odehrát celý zápas. Hodně hráčů základní sestavy Fulhamu mělo lehké problémy, jako například Damien Duff, Brede Hangeland, John Paintsil, Aaron Hughes a Paul Konchesky. Jak Atlético, tak i Fulham šetřily své klíčové hráče v posledním ligovém kole domácích soutěží.

### Shrnutí
Atlético začalo zápas velmi dobře a mohlo jít do vedení už ve 12. minutě, když udělal kapitán hostů Danny Murphy velkou chybu a do šance se dostal Diego Forlán, ale neproměnil. Snažení Atlética bylo odměněno o něco později, když Sergio Agüero vystřelil a Diego Forlán jeho střelu tečoval do protipohybu brankáře Marka Schwarzera, který neměl šanci. Radost Španělů však netrvala moc dlouho, protože Zoltán Gera připravil šanci pro Simona Daviese, který vystřelil rovnou z voleje přesně k pravé tyčce.
V druhé polovině Fulham začal trochu více tlačit, když vystřelil Simon Davies. Jeho střelu však zblokoval David de Gea. V 55. minutě proběhlo první střídání zápasu, které bylo na straně Fulhamu. Odešel útočník Bobby Zamora a nahradil ho Clint Dempsey, čímž se stal prvním fotbalistou USA, který nastoupil ve finále evropského poháru. Do velké šance se dostal také Zoltán Gera, ale míč mu unikl a David de Gea u něj byl dřív. Po základní hrací době to stále bylo 1:1 a začalo se prodlužovat.
V prodloužení měli Španělé drtivý tlak a útočili hlavně po křídlech. Fulham měl naštěstí brankáře Schwarzera, který likvidoval střely a obránce Hangelanda, který jako výborný hlavičkář odvracel všechny centry. Ve 112. minutě měl obrovskou šanci útočník Atlética Sergio Agüero, který dorážel střelu, ale Schwarzer zakročil výborně. Klíčový moment zápasu přišel už za 4 minuty, když po chybě v ofenzivě Fulhamu se Atlético pustilo rychle do protiútoku. Agüero poslal nízký centr, Forlán lehce zakončil přesně k tyčce a Schwarzer neměl šanci. Forlán byl díky dvěma gólům nakonec vyhlášen hráčem utkání.

### Přehled
| 12. květen 2010 20:45 |                     |            |                                                                              |
| Atlético Madrid       | 2:1 (v prodloužení) | Fulham     | HSH Nordbank Arena, Hamburk diváci: 49 000 rozhodčí: Nicola Rizzoli (Itálie) |
| Forlán 32', 116'      |                     | Davies 37' | HSH Nordbank Arena, Hamburk diváci: 49 000 rozhodčí: Nicola Rizzoli (Itálie) |

| Atlético Madrid | Fulham |

| ATLÉTICO MADRID:      |    |                    |      |      |
|                       |    |                    |      |      |
| B                     | 43 | David de Gea       |      |      |
| O                     | 17 | Tomáš Ujfaluši     |      |      |
| O                     | 21 | Luis Perea         |      |      |
| O                     | 18 | Álvaro Domínguez   |      |      |
| O                     | 3  | Antonio López (c)  |      |      |
| Z                     | 19 | José Antonio Reyes |      | 78'  |
| Z                     | 12 | Paulo Assunção     |      |      |
| Z                     | 8  | Raúl García        | 114' |      |
| Z                     | 20 | Simão Sabrosa      |      | 68'  |
| Ú                     | 7  | Diego Forlán       | 117' |      |
| Ú                     | 10 | Sergio Agüero      |      | 119' |
| Náhradníci:           |    |                    |      |      |
| B                     | 42 | Joel Robles        |      |      |
| O                     | 2  | Juan Valera        |      | 119' |
| O                     | 16 | Juanito            |      |      |
| O                     | 24 | Leandro Cabrera    |      |      |
| Z                     | 6  | Ignacio Camacho    |      |      |
| Z                     | 9  | José Manuel Jurado |      | 68'  |
| Ú                     | 14 | Eduardo Salvio     | 107' | 78'  |
| Trenér:               |    |                    |      |      |
| Quique Sánchez Flores |    |                    |      |      |

| FULHAM:     |    |                    |     |      |
|             |    |                    |     |      |
| B           | 1  | Mark Schwarzer     |     |      |
| O           | 6  | Chris Baird        |     |      |
| O           | 18 | Aaron Hughes       |     |      |
| O           | 5  | Brede Hangeland    | 63' |      |
| O           | 3  | Paul Konchesky     |     |      |
| Z           | 16 | Damien Duff        |     | 84'  |
| Z           | 20 | Dickson Etuhu      |     |      |
| Z           | 13 | Danny Murphy (c)   |     | 118' |
| Z           | 29 | Simon Davies       |     |      |
| Ú           | 11 | Zoltán Gera        |     |      |
| Ú           | 25 | Bobby Zamora       |     | 55'  |
| Náhradníci: |    |                    |     |      |
| B           | 19 | Pascal Zuberbühler |     |      |
| O           | 4  | John Paintsil      |     |      |
| Z           | 17 | Bjørn Helge Riise  |     |      |
| Z           | 23 | Clint Dempsey      |     | 55'  |
| Z           | 27 | Jonathan Greening  |     | 118' |
| Z           | 34 | Kagisho Dikgacoi   |     |      |
| Ú           | 10 | Erik Nevland       |     | 84'  |
| Trenér:     |    |                    |     |      |
| Roy Hodgson |    |                    |     |      |

| Hráč zápasu: Diego Forlán (Atlético) Rozhodčí: Cristiano Copelli Luca Maggiani Paolo Tagliavento Andrea De Marco Gianluca Rocchi Nicola Nicoletti |

### Statistiky
První poločas
|                 | Atlético Madrid | Fulham |
| --------------- | --------------- | ------ |
| Góly            | 1               | 1      |
| Střely celkem   | 12              | 4      |
| Střely na bránu | 7               | 2      |
| Držení míče     | 52%             | 48%    |
| Rohové kopy     | 7               | 0      |
| Fauly           | 5               | 7      |
| Ofsajdy         | 0               | 3      |
| Žluté karty     | 0               | 0      |
| Červené karty   | 0               | 0      |

Druhý poločas
|                 | Atlético Madrid | Fulham |
| --------------- | --------------- | ------ |
| Góly            | 0               | 0      |
| Střely celkem   | 8               | 4      |
| Střely na bránu | 1               | 1      |
| Držení míče     | 55%             | 45%    |
| Rohové kopy     | 1               | 1      |
| Fauly           | 3               | 7      |
| Ofsajdy         | 0               | 5      |
| Žluté karty     | 0               | 1      |
| Červené karty   | 0               | 0      |

Prodloužení
|                 | Atlético Madrid | Fulham |
| --------------- | --------------- | ------ |
| Góly            | 1               | 0      |
| Střely celkem   | 7               | 3      |
| Střely na bránu | 2               | 0      |
| Držení míče     | 56%             | 44%    |
| Rohové kopy     | 1               | 1      |
| Fauly           | 7               | 3      |
| Ofsajdy         | 0               | 1      |
| Žluté karty     | 3               | 0      |
| Červené karty   | 0               | 0      |

Celkem
|                 | Atlético Madrid | Fulham |
| --------------- | --------------- | ------ |
| Góly            | 2               | 1      |
| Střely celkem   | 27              | 11     |
| Střely na bránu | 10              | 3      |
| Držení míče     | 54%             | 46%    |
| Rohové kopy     | 9               | 2      |
| Fauly           | 15              | 17     |
| Ofsajdy         | 0               | 9      |
| Žluté karty     | 3               | 1      |
| Červené karty   | 0               | 0      |